# Істовер (Південна Кароліна)
Істовер (англ. Eastover) — місто (англ. town) в США, в окрузі Ричленд штату Південна Кароліна. Населення — 614 особи (2020).

## Географія
Істовер розташований за координатами 33°52′40″ пн. ш. 80°41′42″ зх. д. / 33.87778° пн. ш. 80.69500° зх. д. (33.877890, -80.694926).  За даними Бюро перепису населення США в 2010 році місто мало площу 3,15 км², уся площа — суходіл.

## Демографія
Згідно з переписом 2010 року, у місті мешкало 813 осіб у 313 домогосподарствах у складі 194 родин. Густота населення становила 258 осіб/км².  Було 365 помешкань (116/км²).
Расовий склад населення:
| - 93,4 % — чорних або афроамериканців - 5,0 % — білих - 0,4 % — корінних американців |

До двох чи більше рас належало 1,2 %. Частка іспаномовних становила 1,1 % від усіх жителів.
За віковим діапазоном населення розподілялося таким чином: 28,2 % — особи молодші 18 років, 58,5 % — особи у віці 18—64 років, 13,3 % — особи у віці 65 років та старші. Медіана віку мешканця становила 34,0 року. На 100 осіб жіночої статі у місті припадало 84,8 чоловіків;  на 100 жінок у віці від 18 років та старших — 79,7 чоловіків також старших 18 років.
Середній дохід на одне домашнє господарство  становив 27 596 доларів США (медіана — 19 417), а середній дохід на одну сім'ю — 31 486 доларів (медіана — 20 500). Медіана доходів становила 46 875 доларів для чоловіків та 25 000 доларів для жінок. За межею бідності перебувало 41,3 % осіб, у тому числі 47,0 % дітей у віці до 18 років та 29,0 % осіб у віці 65 років та старших.
Цивільне працевлаштоване населення становило 216 осіб. Основні галузі зайнятості: освіта, охорона здоров'я та соціальна допомога — 28,2 %, мистецтво, розваги та відпочинок — 21,8 %, роздрібна торгівля — 20,8 %.